# Gloria Allred
Gloria Rachel Allred (née Bloom; Filadélfia, 3 de julho de 1941) é uma advogada americana em prol dos direitos da mulher, conhecida por ter casos de alto perfil e muitas vezes controversos, principalmente aqueles que envolvem a proteção dos direitos da mulher. Foi introduzida no Salão da Fama Nacional das Mulheres.

## Infância e educação
Gloria Rachel Bloom nasceu em uma família judia da Filadélfia em 3 de julho de 1941. Seu pai, Morris, trabalhou como vendedor; sua mãe britânica, Stella, era uma dona de casa. Depois de se formar na Philadelphia High School for Girls, ela participou da Universidade da Pensilvânia, onde conheceu seu primeiro marido, Peyton Huddleston Bray Jr. O casal teve sua única filha, Lisa Bloom, em 20 de Setembro de 1961, e se divorciou pouco depois. Bloom também é advogada e é mais conhecida como uma âncora da Court TV anterior.
Gloria Bloom voltou a morar com os pais e continuou sua educação. Em 1963, ela obteve um diploma de bacharel em inglês, graduando-se com honras. Sobre fortes objeções de seu professor, ela escreveu sua tese de honra sobre escritores negros. Ela trabalhou em várias profissões antes de decidir se tornar professora, ocupando um cargo na Benjamin Franklin High School. Começou a trabalhar na Universidade de Nova Iorque, onde se interessou pelo movimento dos direitos civis. Depois de obter um mestrado, ela se tornou professora e, em 1966, mudou-se para Los Angeles, Califórnia, e morou em Watts. Trabalhou na Associação de Professores de Los Angeles e lecionou na Jordan High School e na Fremont High School.
Em sua autobiografia, ela descreve como, durante as férias em Acapulco, em 1966, ela foi estuprada à mão armada. Ela descobriu que estava grávida e procurou um aborto. Após o procedimento, uma hemorragia se iniciou e foi infectada, recuperando-se apenas após ser hospitalizada. Ela não denunciou o estupro, ela disse, porque achava que ninguém acreditaria nela.
Em 1968, ela se casou com William Allred. Ela se matriculou na Faculdade de Direito da Universidade do Sudoeste e depois foi transferida para a Faculdade de Direito da Universidade Loyola, na Universidade Loyola Marymount, em Los Angeles. Allred se formou e foi admitida na State Bar of California em 1975. Allred se divorciou do marido em 1987, mantendo o nome de casada.

## Vida pessoal
Gloria se divorciou do primeiro marido no início dos anos 1960 e do segundo, William Allred, em 1987, após dezenove anos de casamento. Ela é mãe de Lisa Bloom, sua única filha, nascida em 1961.
Embora seja judia, ela não se considera particularmente religiosa.

## Controvérsias
As declarações públicas e o comportamento de Allred resultaram em críticas. Em 2012, o The Atlantic a descreveu como "a caçadora de ambulâncias do feminismo" depois de defender duas mulheres envolvidas em um processo de bateria sexual contra o ator John Travolta. A jornalista do Daily Beast, Tricia Romano, também a rotulou como "caçadora de publicidade". O colaborador da New Republic Jeffrey Rosen também descreveu Allred como "uma mestra de longa data da conferência de imprensa".
O papel de Allred, juntamente com o de sua filha (advogada Lisa Bloom), em supostamente suprimir as vozes de supostas vítimas de Harvey Weinstein foi narrado no livro de Jodi Kantor e Megan Twohey de 2019 She Said: Breaking the Sexual Harassment Story That Helped Ignite a Movement.

## Cultura popular
Em vários episódios da comédia musical 'Glee', ela foi mencionada pela personagem Sue Sylvester (Jane Lynch) como sua advogada.
No início de 2018, a Netflix estreou um documentário sobre a vida e o trabalho de Allred, Seeing Allred, dos diretores Roberta Grossman e Sophie Sartain.

## Obras
- Allred, Gloria; Rybak, Deborah Caulfield (2006). Fight Back and Win: My Thirty-Year Fight Against Injustice and How You Can Win Your Own Battles. Nova Iorque: ReganBooks. ISBN 978-0-06-073928-7. OCLC 62755633